# Bundespräsidentenwahl in Österreich 2010

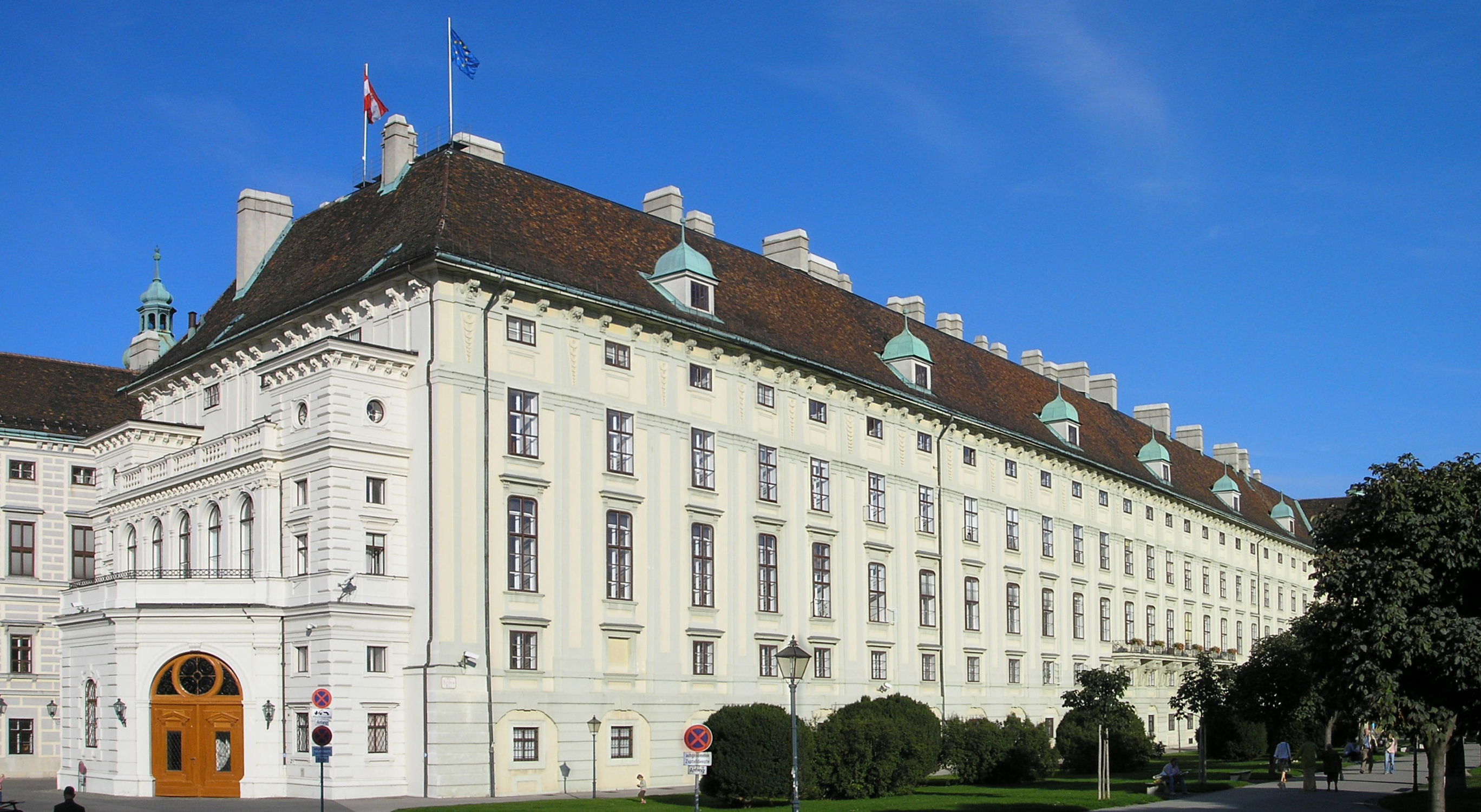
Amtssitz des Bundespräsidenten: der Leopoldinische Trakt der Hofburg

Die Bundespräsidentenwahl in Österreich 2010 fand am 25. April 2010 statt und war die zwölfte Wahl eines österreichischen Staatsoberhauptes durch das Bundesvolk in der Geschichte der Zweiten Republik. Bei der Wahl traten neben dem amtierenden Bundespräsidenten Heinz Fischer die niederösterreichische Landesrätin Barbara Rosenkranz (FPÖ) und der Parteivorsitzende der CPÖ, Rudolf Gehring, an. Fischer wurde mit 79,33 % der gültigen Stimmen im Amt bestätigt. Die Wahlbeteiligung lag auf dem historischen Tiefststand von 53,6 %.

## Ergebnis
| Kandidaten                            | Parteien                               | Stimmen   | %    |
| ------------------------------------- | -------------------------------------- | --------- | ---- |
| Heinz Fischer                         | Sozialdemokratische Partei Österreichs | 2.508.373 | 79,3 |
| Barbara Rosenkranz                    | Freiheitliche Partei Österreichs       | 481.923   | 15,2 |
| Rudolf Gehring                        | Christliche Partei Österreichs         | 171.668   | 5,4  |
| Gesamt                                | Gesamt                                 | 3.161.964 | 100  |
|                                       |                                        |           |      |
| Ungültige Stimmen                     | Ungültige Stimmen                      | 242.682   | 7,1  |
| Wähler                                | Wähler                                 | 3.404.646 | 53,6 |
| Wahlberechtigte                       | Wahlberechtigte                        | 6.355.800 |      |
|                                       |                                        |           |      |
| Quelle: Bundesministerium für Inneres |                                        |           |      |

## Wahlrecht
Wahlberechtigt waren alle Personen, die spätestens am 25. April 2010 das 16. Lebensjahr vollendet hatten und
- die österreichische Staatsbürgerschaft und ihren Hauptwohnsitz in Österreich hatten sowie vom Wahlrecht nicht ausgeschlossen waren, oder
- Auslandsösterreicher waren, die in der Wählerevidenz einer österreichischen Gemeinde aufschienen[1]

Erstmals bestand bei der Bundespräsidentenwahl 2010 im gesamten Bundesgebiet keine Wahlpflicht bei einer Präsidentenwahl.

## Kandidaten
Die Reihung der Kandidaten auf dem Wahlzettel erfolgte nach dem Alphabet.

### Heinz Fischer
Der amtierende Bundespräsident Heinz Fischer, der im Jahr 2004 als Kandidat der Sozialdemokratischen Partei Österreichs (SPÖ) in die Hofburg eingezogen war, war laut Österreichischer Bundesverfassung (Art. 60 Abs. 5 B-VG) berechtigt, sich für eine zweite Amtszeit zu bewerben. Fischer gab am 23. November 2009 offiziell bekannt, für eine zweite Amtszeit kandidieren zu wollen. Allerdings werde er diesmal als unabhängiger Kandidat antreten. Mit 45.000 Unterstützungserklärungen hatte Fischer um 5.000 mehr als noch 2004. Die Grünen empfahlen offiziell eine Wahl Heinz Fischers.

### Rudolf Gehring
Rudolf Gehring, Bundesobmann der Christlichen Partei Österreichs (CPÖ), erlangte als dritter Kandidat die erforderlichen 6.000 Unterstützungserklärungen. Am 26. März 2010 übermittelte man der Wahlbehörde rund 8.000 Unterschriften.

### Barbara Rosenkranz
Am 28. Februar 2010 gab Heinz-Christian Strache bekannt, dass die niederösterreichische Landesrätin Barbara Rosenkranz für die FPÖ als Präsidentschaftskandidatin antrete. Rosenkranz’ Kandidatur wurde anfangs von der „Kronen Zeitung“ und persönlich von ihrem Herausgeber Hans Dichand unterstützt. Kurz nach Bekanntgabe ihres Antretens wurde Rosenkranz allerdings aufgrund einer Äußerung, dass Teile des NS-Verbotsgesetzes der Meinungsfreiheit widersprächen, teils heftig kritisiert. Die „Kronen Zeitung“ forderte in der Folge von der Kandidatin eine eidesstattliche Erklärung ihrer Ablehnung nationalsozialistischen Gedankenguts. Dieser Aufforderung kam Rosenkranz am 8. März 2010 nach. Am 23. März 2010 gab die FPÖ 10.500 Unterstützungserklärungen für Rosenkranz ab.

## Wahlkampf
Neben den Ereignissen um die Äußerungen von Barbara Rosenkranz bezüglich des Verbotsgesetzes sorgte eine weitere Begebenheit für politisches Aufsehen noch vor Beginn des Wahlkampfes. Der Forstwirt Ulrich Habsburg-Lothringen kündigte an, ebenfalls als Kandidat antreten zu wollen, obwohl ihm dies aus verfassungsrechtlichen Gründen verboten war. Seit September 2009 gab es Bestrebungen, die in der Bundesverfassung und im Bundespräsidentenwahlgesetz angeführte Bestimmung aufzuheben, dass Mitglieder regierender oder ehemals regierender Adelshäuser für das Bundespräsidentenamt nicht kandidieren dürfen. In der Folge wurde nach der Wahl der Ausschluss vom passiven Wahlrecht mit dem Wahlrechtsänderungsgesetz 2011 mit Wirkung ab 1. Oktober 2011 aufgehoben.

### OSZE-Beobachtung
Erstmals begleitete eine Kommission der Organisation für Sicherheit und Zusammenarbeit in Europa (OSZE) eine Wahl in Österreich. Eine elfköpfige Kommission der OSZE begleitete von 12. bis 25. April den Wahlkampf beobachtend. Laut Medien wurden unter anderem die gesetzliche Regelung einer Präsidentschaftswahl und die Wahlkampffinanzierung erkundet. Der Wahlvorgang am Wahltag selbst stellte keinen Beobachtungspunkt dar. Der Bericht der Kommission wurde am 9. Juli 2010 veröffentlicht.

### Wahlkampfthemen und Werbeslogans

#### Allgemein
Von der Person unabhängig dominierte den ganzen Wahlkampf lang das Thema einer vermuteten geringen Wahlbeteiligung. Als Ursache dafür wurden die große Beliebtheit des amtierenden Präsidenten, die einen Sieg Fischers nahelegte, sowie ein fehlender starker Gegenkandidat verantwortlich gemacht. Bei verschiedenen Gelegenheiten (Reden, Rundfunkwerbung, Website etc.) wurde daher besonders von der Seite Heinz Fischers die Bevölkerung daran erinnert, vom Wahlrecht Gebrauch zu machen.
In der medialen Berichterstattung war auch eine Wahlempfehlung seitens der politischen Parteien, die keinen Kandidaten aufstellten, wiederholt ein Thema. Während die Grünen nach einem Hearing mit dem amtierenden Bundespräsidenten offiziell die Wahl von Fischer empfahlen, gaben das BZÖ und die ÖVP keine Wahlempfehlung ab. Einzelne ÖVP-Mitglieder sprachen sich jedoch dazu und zum Wahlverhalten überhaupt („weiß wählen“ oder nicht) unterschiedlich aus. Deshalb wurde über das generelle Wahlverhalten der ÖVP-Wähler verschieden gemutmaßt. Auch gegen Ende des Wahlkampfes war in den Medien weniger ein „Endspurt“ im Wahlbemühen der Kandidaten zu bemerken, sondern eher eine verstärkte Mobilmachung für eine Wahlbeteiligung. So plädierten etwa ehemalige führende politische Persönlichkeiten aus verschiedenen Parteien für eine Stimmabgabe für Fischer, was als Reaktion auf die ÖVP-Strategie, ungültig zu wählen, gesehen wurde.
Durch den ganzen Wahlkampf zog sich auch die Aussage von Barbara Rosenkranz zum Verbotsgesetz. Bei zahlreichen Gelegenheiten wurde die Kandidatin damit konfrontiert, sodass der Themenkreis „nationalsozialistische Gesinnung“ bei der Präsidentenwahl stets präsent war. Dieses Faktum äußerte sich zudem im Umstand, dass bei Wahlauftritten von Barbara Rosenkranz Gegendemonstranten auch mit Sprüchen auftraten, die gegen Nationalsozialismus allgemein gerichtet waren oder FPÖ-Plakate mit antinazistischen Parolen versehen wurden.

#### Heinz Fischer
Bundespräsident Heinz Fischer startete am 23. März 2010 in Wien offiziell seine Wahlkampagne, die aber aus Imagegründen nicht „Wahlkampf“, sondern „Wahlwerbung“ genannt wurde. Wie in den vorhergehenden Jahren bei anderen Wahlen und für alle politischen Parteien in ähnlicher Form üblich geworden, wurde auch diese Wahlrundreise durch das Land medial wie eine Tournee eines beliebten Künstlers in Szene gesetzt.
Die Wahlkampagne von Bundespräsident Heinz Fischer stand von Beginn an unter dem Motto „Unser Handeln braucht Werte“. Zum Auftakt seines aktiven Wahlkampfes hielt Fischer eine „Grundsatzrede“, in der er näher ausführte, was darunter zu verstehen sei.

#### Rudolf Gehring
Rudolf Gehring startete seine Wahlkampagne offiziell am 6. April mit einer Heiligen Messe. Zuvor schon hatte er angekündigt, dass er einen „sparsamsten Wahlkampf“ führen und in seiner Wahlwerbung keine Plakate einsetzen werde. Gehring, der sich gegen Fristenlösung, Abtreibung und Euthanasie ausspricht, nannte als ein zentrales Anliegen den „Lebensschutz“. Auch war für ihn das Thema Familie insgesamt von großer Bedeutung.
Gehring erhoffte sich einerseits Wählerstimmen von potenziellen Fischer-Wählern, indem er wiederum gleich wie dieser äußerte, dass er als Bundespräsident „für alle Österreicher“ zur Verfügung stehe. Gleichzeitig richtete er sich an mögliche Rosenkranz-Wähler mit der Aussage, dass er die christlichen Werte von einer verstärkten Islamisierung des Landes bedroht sehe. Er selbst positionierte sich auf der klassischen politischen Links-rechts-Skala in der „bürgerlichen Mitte“ und interpretierte „bürgerlich“ als „für alle Bürger“.
Als Wahlziel nannte Gehring die Beteiligung an einem zweiten Wahlgang, was dann zustande kommt, wenn kein Kandidat mehr als 50 % aller Stimmen erreicht und Gehring die meisten oder zweitmeisten Stimmen erhalten hat.

#### Barbara Rosenkranz
Der Wahlkampfauftakt von Barbara Rosenkranz fand – entgegen ursprünglichen Plänen für einen späteren Termin – am 25. März 2010 mit einer Pressekonferenz statt, in der sie sich für eine starke Familienpolitik aussprach.
Gefragt zu ihrem Slogan „Ohne Mut keine Werte“ erklärte die Kandidatin, dass man dies auch so interpretieren könne, dass sie als einzige Abgeordnete der EU-Verfassung nicht ihre Zustimmung im Parlament gegeben habe.
Als Wahlziel wurden von FPÖ-Parteichef Heinz-Christian Strache ursprünglich 35 % der Stimmen genannt, Rosenkranz selbst nannte als Ziel das beste jemals von einem FPÖ-Kandidaten erreichte Ergebnis, was 17 % Stimmenanteil entspricht.

### Strategien

#### Heinz Fischer
Der amtierende Bundespräsident agierte mit seinen Aussagen in seiner „Grundsatzrede“ zum Wahlkampfauftakt staatsmännisch und erfahren, indem er seine politischen Werte in Verantwortung für das Land sah und sie als bedeutsam für ein „politisches Gewissen“ herausstellte. Damit wurde Verantwortung für Österreich signalisiert.
In Anbetracht der hohen Popularität des Kandidaten und aufgrund der Tatsache, dass ein starker Gegenkandidat der ÖVP nicht vorhanden war, wurde allgemein von vornherein mit einem Sieg Fischers gerechnet und eine geringe Wahlbeteiligung befürchtet. Fischer versuchte eine Mobilisierung unter anderem mit dem wortspielerischen Slogan „Wählen Sie nicht weiß, sondern wählen Sie im Interesse von Rot-weiß-rot!“

#### Rudolf Gehring
Gehring trat im Wesentlichen erst Ende März in Erscheinung. Hinsichtlich seines Erfolges wurde trotzdem aus Werbegründen großer Optimismus gezeigt. Gehring nahm auch Wortanleihen bei den beiden anderen Kandidaten, die typisch für deren Haltungen sind, mit dem Ziel, so deren potenzielle Wähler für sich zu gewinnen. Gleichzeitig versuchte er sich als Alternative zu positionieren, indem er das Thema Werte aufgriff und feststellte, dass er im Gegensatz zu den anderen Kandidaten Werte nicht plakatiere, sondern lebe.

#### Barbara Rosenkranz
Wie auch bei anderen Wahlen zuvor setzte die FPÖ auf die Publikumswirksamkeit ihres Chefs Heinz-Christian Strache. Sie sollte auf die jeweils zur Wahl stehenden Kandidaten, die einen geringeren Bekanntheitsgrad als er aufwiesen, übertragen werden. Deshalb existierten auch Plakate, auf denen zwar für Rosenkranz geworben wurde, jedoch das Bildnis des FPÖ-Chefs zu sehen war. Als Slogan erschien auf diesen „Zeit für klare Worte“, eine Aussage, die sich auf die von der FPÖ angeprangerten Zurückhaltung des amtierenden Bundespräsidenten Heinz Fischer, zu tagespolitischen Themen Stellung zu nehmen, bezog.
Auf den Plakaten von Rosenkranz wurde mit dem Spruch „Ohne Mut keine Werte“ geworben, welcher als Antwort auf den Slogan der Plakatserie von Fischer „Unser Handeln braucht Werte“ gedacht war. Zudem wurde darauf mit den Schlagworten „Familie“, „Heimat“ und „Sicherheit“ geworben – Begriffe, die als emotionshaltige und ideologische Schlagwörter für die politische Haltung der FPÖ gelten. Gerade die Familienpolitik war ein Themengebiet, auf das die Kandidatin im Wahlkampf – gleich wie Gehring – immer wieder großen Wert legte. Barbara Rosenkranz formulierte außerdem auf ihrer Homepage die Aussage „Vom Volk – fürs Volk statt von oben herab“. Dieser Satz konstruiert eine Opposition von „oben“ und „unten“ und ist damit typisch für eine populistische Politik. Dieses verbale Konstruieren von Gegensätzen wurde auch fortgeführt, indem die rechts-außen stehende FPÖ die politischen Gegner, im Wahlkampf also auch den SPÖ-nahen und damit „linken“ und „roten“ Heinz Fischer sowie die Kritiker von Rosenkranz, als extrem links deklarierte.
Alle diese Fakten zusammen betrachtet führten zum Schluss, dass die Wahlwerbung zur Bundespräsidentenschaft von der FPÖ in starkem Ausmaß zur Selbstdarstellung der Partei und der Propagierung ihrer Inhalte genutzt wurde: „Man wählt hier offensichtlich nicht Barbara Rosenkranz, sondern die FPÖ.“

### Personenkomitees
Wie schon bei der vorhergehenden Bundespräsidentenwahl 2004 setzte Fischer unter anderem auf ein schon vor dem eigentlichen Wahlkampf eingerichtetes „Personenkomitee“, das seine Wahl unterstützte und dem ebenfalls jeder Bürger via Internet beitreten konnte. Es wurde als „überparteiliche Initiative“ betitelt.
Auch für Barbara Rosenkranz wurde ein so genanntes „unabhängiges“ Personenkomitee eingerichtet, das die Präsidentschaftswahlkampf der Kandidatin unterstützen. Als Protagonisten des Komitees wurden zahlreiche prominente FPÖ-Angehörige genannt.
Rudolf Gehring gab auf einer Pressekonferenz am 8. April ebenfalls die Existenz eines Unterstützungskomitees bekannt.

### Umfragen
Alle Meinungsumfragen zeigten konstant einen deutlichen Vorsprung des amtierenden Bundespräsidenten Heinz Fischer mit einem Stimmenanteil zwischen 70 % und 84 %. Da Barbara Rosenkranz zwischen 12 % und 26 % sowie Rudolf Gehring zwischen 2 % und 6 % lagen, war davon auszugehen, dass nur ein Wahlgang nötig werden würde.

### TV-Konfrontation
Die heute vor jeder bundesweiten Wahl übliche TV-Konfrontation fand am 18. April 2010 im ORF statt. Heinz Fischer gab bekannt, dass er – wie auch Rudolf Kirchschläger und Thomas Klestil vor ihm – nicht teilnehmen werde und nannte als Grund, dass „man […] nicht amtierendes Staatsoberhaupt des ganzen Landes sein und gleichzeitig an einer TV-Konfrontation teilnehmen [kann]“. Zudem seien die Aussagen von Rosenkranz zum Verbotsgesetz und zu Gaskammern „nicht diskutierbar“. Deshalb waren bei dieser Auseinandersetzung nur Rudolf Gehring und Barbara Rosenkranz anwesend.
Die beiden Kandidaten zeigten in etlichen inhaltlichen Punkten aufgrund ihrer politischen Haltung weitgehende Übereinstimmung. Um sich von dem jeweiligen Gegenkandidaten für das Präsidentenamt zu unterscheiden, kamen daher von beiden Seiten wiederholt Argumente zum Einsatz, die sich nicht auf Inhalte bezogen, sondern als Angriffe auf die Person galten; so etwa stellte Rosenkranz eine geringe politische Kompetenz und Erfahrung Gehrings fest, während dieser der Gegenkandidatin Parteiabhängigkeit vorwarf. Obwohl auch die Bundespräsidenten vor Fischer nicht an einer TV-Konfrontation teilgenommen hatten, wurde seine Abwesenheit bei der Diskussionsrunde von beiden Kandidaten als „abgehoben“ und „nicht volksnah“ bezeichnet. Fischer wurde auch hinsichtlich anderer Punkte kritisiert (so beispielsweise, dass er während seiner Amtszeit inaktiv gewesen sei), sodass der abwesende Kandidat trotz seines Fehlens zeitweise die Diskussion bestimmte.
Eine weitere TV-Konfrontation zwischen Gehring und Rosenkranz wurde am 21. April 2010 im privaten TV-Sender ATV ausgestrahlt, bei der sich im Wesentlichen dasselbe Bild zeigte.

## Parlamentsparteien ohne Kandidaten

### BZÖ
Am 1. März 2010 gab BZÖ-Bundesobmann Josef Bucher bekannt, dass seine Partei keinen Kandidaten aufstellen werde. Bucher selbst war ursprünglich als Kandidat gehandelt worden.

### Die Grünen
Die Grünen – Die Grüne Alternative stellten keinen Gegenkandidaten auf, obwohl lange über ein mögliches Antreten von Alexander Van der Bellen spekuliert worden war. Am 12. April 2010 gaben die Grünen ihre offizielle Wahlempfehlung für Heinz Fischer bekannt.

### ÖVP
Die Österreichische Volkspartei (ÖVP) kündigte ursprünglich an, trotz der Beliebtheit, die Fischer beim Volk genießt, einen Gegenkandidaten ins Rennen zu schicken. Allerdings konnte kein Anwärter auf das höchste Amt im Staat gefunden werden. Zwar war der langjährige Landeshauptmann von Niederösterreich Erwin Pröll lange als Spitzenkandidat gehandelt worden, dieser erteilte jedoch am 13. Oktober 2009 einer Kandidatur die Absage. Auch der ehemalige Nationalratspräsident Andreas Khol schlug am 18. Oktober 2009 eine Kandidatur kategorisch aus. Am 25. Oktober 2009 meinte der Tiroler Landeshauptmann Günther Platter, dass die ÖVP auf einen eigenen Kandidaten verzichten sollte. Ende Februar 2010 wurde von Vizekanzler Josef Pröll auch offiziell der Verzicht auf einen eigenen Kandidaten bestätigt.

## Weitere Personen, die kandidieren wollten

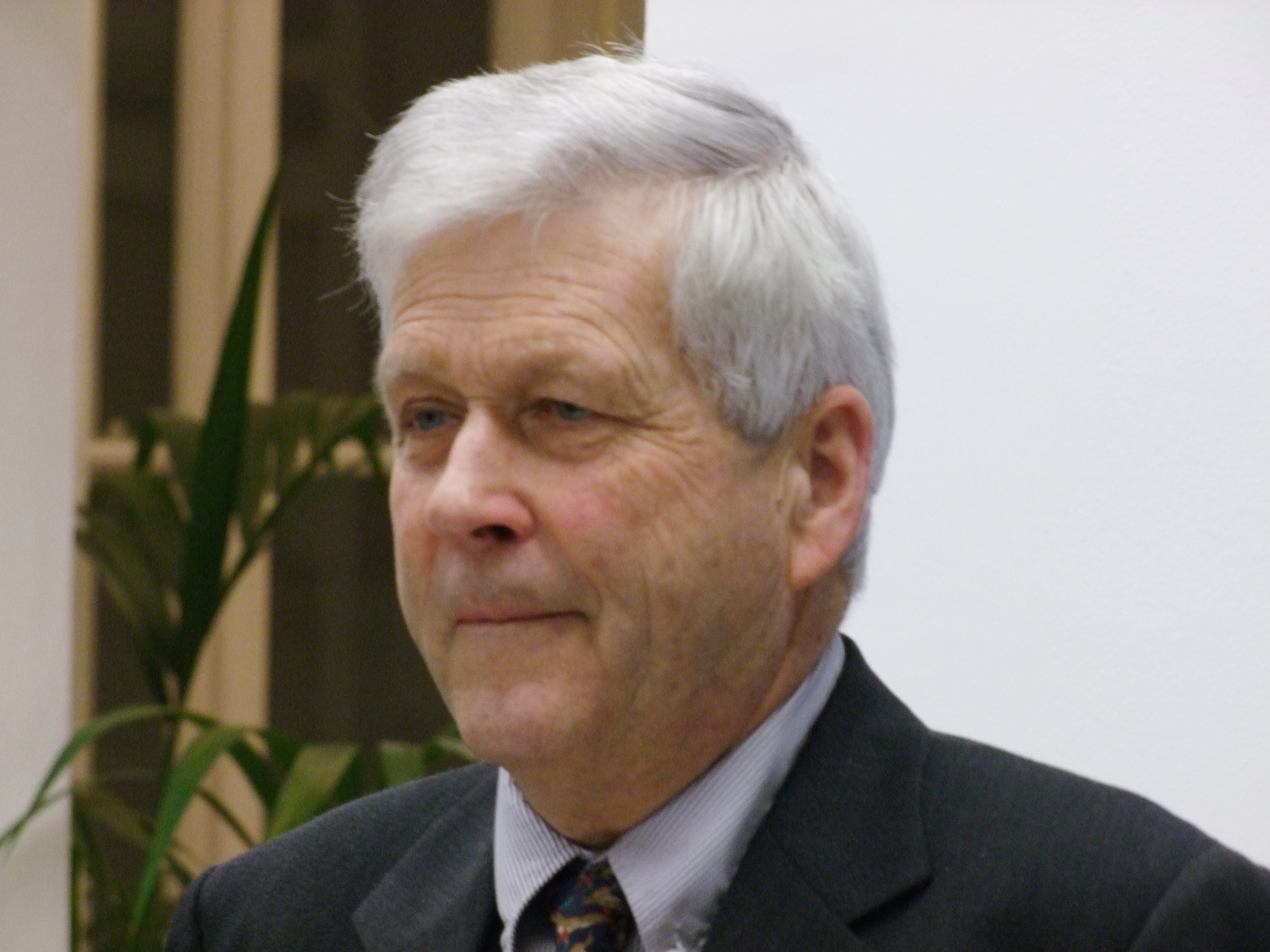
Ulrich Habsburg-Lothringen

- Raimund Bahr, Publizist und Historiker
- Thomas Dolina, BZÖ-Funktionär aus Wien
- Ulrich Habsburg-Lothringen, Gemeinderat der Grünen in Wolfsberg, versuchte aus Eigeninitiative für das Amt kandidieren zu können, was ihm auf Grund des sogenannten „Habsburger-Paragraphen“ (§ 60 B-VG[49]) verwehrt blieb.[50]
- Gregor Honemann, der von der Plattform agenda2020 unterstützt wurde.
- Hans Klawatsch, Techniker und Autor aus Niederösterreich
- Wolfgang Pöltl, Sexhotline-Besitzer
- Martin Wabl, pensionierter Bezirksrichter aus der Steiermark[51]
- Günter Wohlmuth, Autor aus Tirol

## Angelobung
Heinz Fischer wurde neuerlich am 8. Juli 2010 vor der Bundesversammlung angelobt.